# Veikko Huhtanen
Veikko Aarne Aleks Huhtanen (* 5. Juni 1919 in Viipuri; † 29. Januar 1976 in Helsinki) war ein finnischer Kunstturner, der 1948 drei olympische Goldmedaillen gewann.

## Leben
Huhtanen wuchs in Helsinki auf und begann im Alter von 12 Jahren mit dem Kunstturnen. 1938 debütierte er beim Länderkampf gegen Deutschland in der finnischen Nationalmannschaft. Der Ausbruch des Zweiten Weltkriegs führte zur Absage der Olympischen Spiele 1940 in Helsinki, auf die sich Huhtanen vorbereitet hatte.
Nach dem Zweiten Weltkrieg begann Huhtanen wieder mit dem Turnen. Bei den Olympischen Spielen 1948 in London waren die Deutschen und die Japaner noch nicht wieder zugelassen, die Mannschaft der Sowjetunion trat ebenfalls noch nicht an. Im Gerätturnen kämpften die Kunstturner aus Finnland und aus der Schweiz um den Sieg. In der Mannschaftswertung siegten die Finnen mit 1,6 Punkten Vorsprung. In der Einzelwertung des Mehrkampfs gewann Huhtanen mit 0,7 Punkten vor dem Schweizer Walter Lehmann. An den Einzelgeräten wurde Huhtanen am Boden 34., an den Ringen Elfter und im Pferdsprung Sechster. An den anderen drei Geräten gewann er je eine Medaille: Bronze am Reck, Silber am Barren und Gold am Seitpferd. Am Seitpferd hatten kurioserweise drei finnische Turner 38,70 Punkte erturnt, ein Stechen war nicht vorgesehen. So erhielten Paavo Aaltonen, Huhtanen und der 40-jährige Turnveteran Heikki Savolainen je eine Goldmedaille.
Bei den Turn-Weltmeisterschaften 1950 in Basel dominierten die Schweizer Turner über die Finnen. Huhtanen gewann mit seiner Mannschaft Silber hinter den Schweizern. Am Reck erturnte er sich Silber hinter Paavo Aaltonen. Wegen einer Schulterverletzung musste Huhtanen dann seine Karriere beenden und verpasste die Teilnahme an den Olympischen Spielen 1952 in Helsinki.